# Flèche Noire le Cheyenne

Flèche Noire le cheyenne (Blackbow the Cheyenne) est une bande dessinée britannique publiée en France dans le mensuel 
Rintintin.

## Historique
Flèche Noire le cheyenne (Blackbow the Cheyenne) est une série britannique dessinée par Geoff Campion dans l'hebdomadaire "Swift comic" en 1961 puis reprise par Frank Humphris sur des textes d'Edward Conan dans "Eagle" de 1963 à 1969 : Cette version a été publiée en France dans le mensuel Rintintin entre 1965 et 1975.
Don Lawrence a aussi dessiné quelques épisodes dans Eagle Annual.
En réalité, Blackbow the Cheyenne est la « reprise » du héros Strongbow the Mohawk, créé en 1957 par Mike Butterworth et Geoff Campion dans "Comet" en 1953-57, d'après le personnage imaginé par Edward Holmes.

## Thématique
Ce western relate les aventures d'un personnage double : le Dr Jim Barnaby, un Blanc élevé par les Indiens qui se transforme en justicier indien invincible. La particularité de ces histoires est de mêler dans le cadre d'un western classique au départ des intrigues qui relèvent du surnaturel, mais trouvent toujours une explication réaliste dans le genre du fantastique expliqué. Une seule aventure ne fait aucune référence au surnaturel : Joyeux Noël à Powder Creek.
L'action se déroule en 1893 dans la petite ville imaginaire de Powder Creek. Il est souvent fait référence à la ville voisine de Cedar Springs, et de Silver City, au Nouveau-Mexique.
Le seul personnage récurrent en dehors de Jim Barnaby est le comanche Chickarro qu'il appelle "mon frère", qui aide souvent Flèche Noire dans ses aventures. Les shérifs se succèdent à Powder Creek. L'un d'eux se nomme Ed Larson dans Le Masque d'acier Le secret de la ville morte et Les loups de Powder Creek.
Il faut attendre l'histoire Le secret de la ville morte pour connaître l'origine de Jim Barnaby. Jeune blanc recueilli par le sachem cheyenne Nuage Gris. Ce dernier est tué lors d'une bataille et confié au docteur Ted Barnaby de Powder Creek qui l'adopta, l'envoya à l'université de Boston où il appris la médecine, succédant à sa mort au père adoptif. Dans cette première aventure, on découvre comment Jim Barnaby se dédouble en Flèche Noire le cheyenne pour rendre justice. 
Dans Le masque d'acier, on apprend le nom de son cheval, Bolide. Dans d'autres histoires, Flèche Noire parle de son cheval sans le nommer.

## Éditions
En France, les aventures de Flèche Noire le cheyenne n'ont pas fait l'objet d'éditions en albums comme  Lieutenant  Blueberry, Michel Vaillant, Lucky Luke, Astérix ou Tintin.
Le mensuel Rintintin proposait d'autres séries comme Willy West le gaucher, Hayawata le petit indien, Paul Bunyan Jr., Fumée noire, Ken Carter le Prince Fantôme, Charlie Chan, Kid Roy, Thunga le shérif indien, et des adaptations de séries télévisées : Bonanza, Destination Danger, Daktari, Star Trek, Les Envahisseurs, La Grande Vallée, Des agents très spéciaux, Les Mystères de l'Ouest qui n'ont pas non plus bénéficié d'éditions en albums.

## Parutions
- Rintintin et Rusty vedettes TV (1965-1970)
  - 61 : Le masque d'acier
  - 62 : Le cougouar géant
  - 63 : La patrouille fantôme
  - 66/67 : Le secret de la ville morte
  - 69/70 : Le sénateur Dawkin
  - 73 : L'œil de feu
  - 79 : L'effroi de la grande herbe
  - 83/84 : La pierre maudite
  - 89 : Le démon de Fort Dawson
  - 97 : La bande des cinq
  - 101 : L'honorable señor El Ramon
  - 104 : Le mystère du train fantôme
  - 106 : Le farceur
  - 112 : Les loups de Powder Creek
  - 114 : L'ennemi dans l'ombre
  - 118 : La trompette magique
  - 119 : Le mage Zigala

À la fin de l'histoire 106 Le farceur, il est indiqué "À suivre". Cela semble une coquille de l'éditeur car l'intrigue est terminée, et l'on ne trouve pas de suite dans le numéro suivant de Rintintin.
- Rintintin et Rusty nouvelle série (1970-1975)
  - 3 : La liste rouge de Morgan
  - 11 : Joyeux Noël à Powder Creek
  - 13 : Le tyran de Powder Creek
  - 63/64 : L'homme de feu